# Punjab Football Club 2023-2024
Questa voce raccoglie le informazioni riguardanti il Punjab nelle competizioni ufficiali della stagione 2023-2024.

## Organico

### Rosa
| N. |                     | Ruolo | Calciatore             |
| -- | ------------------- | ----- | ---------------------- |
| 1  | India (bandiera)    | P     | Ravi Kumar             |
| 2  | India (bandiera)    | D     | Tekcham Abhishek Singh |
| 4  | India (bandiera)    | D     | Nikhil Prabhu          |
| 5  | Grecia (bandiera)   | D     | Dīmītrīs Chatzīīsaias  |
| 6  | India (bandiera)    | C     | Ricky Shabong          |
| 7  | India (bandiera)    | A     | Krishananda Singh      |
| 8  | Francia (bandiera)  | C     | Madih Talal            |
| 9  | Colombia (bandiera) | A     | Wilmar Jordán Gil      |
| 10 | India (bandiera)    | C     | Maheson Singh Tongbram |
| 11 | India (bandiera)    | A     | Samuel Kynshi          |
| 12 | India (bandiera)    | D     | Khaiminthang Lhungdim  |
| 14 | Spagna (bandiera)   | C     | Juan Mera              |
| 16 | Nepal (bandiera)    | P     | Kiran Chemjong         |
| 17 | India (bandiera)    | C     | Manglenthang Kipgen    |
| 18 | India (bandiera)    | C     | Sweden Fernandes       |
| 19 | India (bandiera)    | A     | Daniel Lalhlimpuia     |
| 20 | India (bandiera)    | A     | Ranjeet Singh Pandre   |
| 21 | India (bandiera)    | P     | Jaskaranvir Singh      |
| 22 | India (bandiera)    | C     | Sahil Tavora           |

| N. |                     | Ruolo | Calciatore               |
| -- | ------------------- | ----- | ------------------------ |
| 23 | India (bandiera)    | C     | Ashis Pradhan            |
| 24 | India (bandiera)    | C     | Prasanth Karuthadathkuni |
| 28 | India (bandiera)    | C     | Brandon Vanlalremdika    |
| 30 | India (bandiera)    | C     | Kingslee Fernandes       |
| 31 | India (bandiera)    | C     | Leon Augustine           |
| 34 | India (bandiera)    | D     | Melroy Assisi            |
| 39 | India (bandiera)    | D     | Mohamed Salah            |
| 41 | India (bandiera)    | P     | Abujam Penand Singh      |
| 42 | India (bandiera)    | P     | Shibin Raj Kunniyil      |
| 45 | India (bandiera)    | D     | Nitesh Darjee            |
| 48 | India (bandiera)    | C     | Isaac Vanmalsawma        |
| 66 | India (bandiera)    | D     | Mashoor Shereef          |
| 74 | India (bandiera)    | D     | Suresh Meitei            |
| 77 | India (bandiera)    | A     | Bidyashagar Singh        |
| 80 | India (bandiera)    | C     | Amarjit Singh Kiyam      |
| 81 | India (bandiera)    | C     | Bryce Miranda            |
| 99 | Slovenia (bandiera) | A     | Luka Majcen              |
|    | India (bandiera)    | D     | Tarif Akhand             |

### Staff tecnico
- Staikos Vergetis - Allenatore
- Dimitrios Kakkos - Vice allenatore
- Sankarlal Chakraborty - Vice allenatore
- Nikolaos Topoliatis - Direttore tecnico

## Calciomercato
| Acquisti | Acquisti                 | Acquisti           | Acquisti   |
| R.       | Nome                     | da                 | Modalità   |
| -------- | ------------------------ | ------------------ | ---------- |
| P        | Kiran Chemjong           |                    |            |
| P        | Ravi Kumar               |                    |            |
| P        | Jaskaranvir Singh        |                    |            |
| P        | Abujam Penand Singh      |                    |            |
| D        | Khaiminthang Lhungdim    |                    |            |
| D        | Nikhil Prabhu            | FC Goa             | Definitivo |
| D        | Nitesh Darjee            | Sudeva Delhi       | Definitivo |
| D        | Tekcham Abhishek Singh   |                    |            |
| D        | Tarif Akhand             |                    |            |
| D        | Mohamed Salah            |                    |            |
| D        | Tejas Krishna            | Kerala Blasters B  | Definitivo |
| D        | Melroy Assisi            | Rajasthan Utd      | Definitivo |
| D        | Dīmītrīs Chatzīīsaias    |                    | Svincolato |
| D        | Mashoor Shereef          |                    | Svincolato |
| C        | Juan Mera                |                    |            |
| C        | Kingslee Fernandes       | Churchill Brothers | Definitivo |
| C        | Leon Augustine           |                    | Svincolato |
| C        | Maheson Singh Tongbram   |                    |            |
| C        | Ashis Pradhan            |                    |            |
| C        | Brandon Vanlalremdika    |                    |            |
| C        | Manglenthang Kipgen      |                    |            |
| C        | Amarjit Singh Kiyam      | FC Goa             | Definitivo |
| C        | Ricky Shabong            | Mohun Bagan SG     | Definitivo |
| C        | Prasanth Karuthadathkuni |                    | Svincolato |
| C        | Madih Talal              | Kīfisias           | Definitivo |
| C        | Sweden Fernandes         | Chennaiyin         | Prestito   |
| A        | Samuel Kynshi            | Real Kashmir       | Definitivo |
| A        | Luka Majcen              |                    |            |
| A        | Krishananda Singh        |                    |            |
| A        | Juan Mera                |                    |            |
| A        | Daniel Lalhlimpuia       |                    |            |
| A        | Ranjeet Singh Pandre     | Kenkre             | Definitivo |
| A        | Wilmar Jordán Gil        |                    | Svincolato |

| Cessioni | Cessioni                | Cessioni        | Cessioni      |
| R.       | Nome                    | a               | Modalità      |
| -------- | ----------------------- | --------------- | ------------- |
| D        | Valpuia                 | Mumbai City     | Fine prestito |
| D        | Naocha Singh            | Mumbai City     | Fine prestito |
| D        | Aleksandar Ignjatović   | Rudar Prijedor  | Definitivo    |
| D        | Shankar Sampingiraj     |                 | Svincolato    |
| D        | Suresh Meitei           | Army Red        | Definitivo    |
| D        | Deepak Devrani          | Inter Kashi     | Prestito      |
| D        | Tejas Krishna           | Inter Kashi     | Prestito      |
| C        | Ajay Chhetri            | Bengaluru       | Fine prestito |
| C        | Juan Nellar             |                 | Svincolato    |
| C        | Freddy Lallawmawma      | Kerala Blasters | Definitivo    |
| C        | Samuel Lalmuanpuia      | Mohammedan      | Definitivo    |
| A        | Pranjal Bhumij          | Mumbai City     | Fine prestito |
| A        | Ashangbam Aphaoba Singh | Odisha          | Definitivo    |

### Mercato invernale
| Acquisti | Acquisti          | Acquisti        | Acquisti   |
| R.       | Nome              | da              | Modalità   |
| -------- | ----------------- | --------------- | ---------- |
| C        | Isaac Vanmalsawma | Odisha          | Definitivo |
| C        | Bryce Miranda     | Kerala Blasters | Prestito   |
| C        | Sahil Tavora      | Hyderabad       | Prestito   |
| A        | Bidyashagar Singh | Kerala Blasters | Definitivo |

| Cessioni | Cessioni              | Cessioni        | Cessioni   |
| R.       | Nome                  | a               | Modalità   |
| -------- | --------------------- | --------------- | ---------- |
| P        | Shibin Raj Kunniyil   |                 | Svincolato |
| D        | Mashoor Shereef       |                 | Svincolato |
| D        | Tarif Akhand          | Kenkre          | Definitivo |
| C        | Brandon Vanlalremdika | Sreenidi Deccan | Definitivo |

## Risultati

### Indian Super League
| Calcutta 23 settembre 2023, ore 17:00 UTC+5:30 1ª giornata                                                 | Mohun Bagan SG | 3 – 1 referto   | Punjab FC | Salt Lake Stadium (27 325 spett.) |
| \| \| \| \| \| Jason Cummings 10’ Dimitri Petratos 35’ Manvir Singh 64’ \| Marcatori \| 53’ Luka Majcen \| |                |                 |           |                                   |
| |                |                 |           |                                   |
| Jason Cummings 10’ Dimitri Petratos 35’ Manvir Singh 64’                                                   | Marcatori      | 53’ Luka Majcen |           |                                   |

| Arbitro: | Mohamed J. |

|                     |           |  |
| Carlos Martínez 17’ | Marcatori |  |

| Arbitro: | Purkayastha A. |

|                   |           |                     |
| Melroy Assisi 63’ | Marcatori | 45+1’ Parthib Gogoi |

| Jamshedpur 22 ottobre 2023, ore 16:30 UTC+5:30 4ª giornata | Jamshedpur | 0 – 0 referto | Punjab FC | JRD Tata Sports Complex\| Arbitro: \| Nathan S. \| |
| Arbitro:                                                   | Nathan S.  |               |           |                                                    |

| Arbitro: | Mondal P. |

|                                                                                            |           |                       |
| Ryan Edwards 24’ Connor Shields 27’, 56’ Rafael Crivellaro 45+1’ (Rig.) Vincy Barretto 84’ | Marcatori | 86’ Krishananda Singh |

| Arbitro: | Kumar Gupta R. |

|                                         |           |                 |
| Greg Stewart 82’ Jorge Pereyra Díaz 82’ | Marcatori | 38’ Luka Majcen |

| Arbitro: | Nagvenkar T. |

|                                       |           |                                                     |
| Madih Talal 37’ Wilmar Jordán Gil 39’ | Marcatori | 16’ Lallianzuala Chhangte 53’, 64’ Iker Guarrotxena |

| Arbitro: | Mohamed J. |

|                                                      |           |                                                             |
| Harsh Patre 21’ Curtis Main 45+1’ Javi Hernández 67’ | Marcatori | 19’ Nikhil Prabhu 26’ Dīmītrīs Chatzīīsaias 30’ Luka Majcen |

| Calcutta 9 dicembre 2023, ore 15:30 UTC+5:30 9ª giornata | East Bengal  | 0 – 0 referto | Punjab FC | Salt Lake Stadium\| Arbitro: \| Venkatesh R. \| |
| Arbitro:                                                 | Venkatesh R. |               |           |                                                 |

| Arbitro: | Kumar Gupta R. |

|  |           |                                 |
|  | Marcatori | 50’ (Rig.) Dīmītrīs Diamantakos |

| Arbitro: | Purkayastha A. |

|                 |           |  |
| Madih Talal 56’ | Marcatori |  |

| Arbitro: | Kumar A. |

|  |           |                 |
|  | Marcatori | 21’ Roy Krishna |

| Arbitro: | John C. |

|               |           |                     |
| Juan Mera 82’ | Marcatori | 90+8’ Jonathan Moya |

| Delhi 3 febbraio 2024, ore 12:30 UTC+5:30 14ª giornata                                                                 | Punjab FC | 3 – 1 referto     | Bengaluru | Jawaharlal Nehru Stadium |
| \| \| \| \| \| Wilmar Jordán Gil 23’ Luka Majcen 72’ Prasanth Karuthadathkuni 78’ \| Marcatori \| 15’ Sunil Chhetri \| |           |                   |           |                          |
| |           |                   |           |                          |
| Wilmar Jordán Gil 23’ Luka Majcen 72’ Prasanth Karuthadathkuni 78’                                                     | Marcatori | 15’ Sunil Chhetri |           |                          |

| Arbitro: | Kundu H. |

|  |           |                                                                |
|  | Marcatori | 11’ Daniel Chima 63’ Sanan Mohammed K 83’, 86’ Jérémy Manzorro |

| Arbitro: | Mohamed J. |

|                   |           |                                              |
| Miloš Drinčić 39’ | Marcatori | 11’ Wilmar Jordán Gil 88’ (Rig.) Luka Majcen |

| Arbitro: | Kundu H. |

|  |           |                      |
|  | Marcatori | 42’ Dimitri Petratos |

| Arbitro: | Kumar Gupta R. |

|  |           |                              |
|  | Marcatori | 63’ (Rig.) Wilmar Jordán Gil |

| Arbitro: | John C. |

|  |           |                                 |
|  | Marcatori | 45’ Luka Majcen 55’ Madih Talal |

| Arbitro: | Kumar A. |

|                                                     |           |                                                            |
| Wilmar Jordán Gil 54’ Luka Majcen 61’ Juan Mera 78’ | Marcatori | 5’ Carl McHugh 72’ (Rig.) Noah Sadaoui 84’ Carlos Martínez |

| Arbitro: | John C. |

|                                                        |           |                 |
| Diego Maurício 34’, 68’ (Rig.) Isak Vanlalruatfela 61’ | Marcatori | 38’ Madih Talal |

| Arbitro: | Crystal J. |

|                                                            |           |                    |
| Wilmar Jordán Gil 19’, 62’ Madih Talal 43’ Luka Majcen 70’ | Marcatori | 25’ Sayan Banerjee |

#### Andamento in campionato
| Giornata  | 1  | 2  | 3  | 4  | 5  | 6  | 7  | 8  | 9  | 10 | 11 | 12 | 13 | 14 | 15 | 16 | 17 | 18 | 19 | 20 | 21 | 22 |
| --------- | -- | -- | -- | -- | -- | -- | -- | -- | -- | -- | -- | -- | -- | -- | -- | -- | -- | -- | -- | -- | -- | -- |
| Luogo     | T  | T  | C  | T  | T  | T  | C  | T  | T  | C  | C  | C  | C  | C  | C  | T  | C  | T  | T  | C  | T  | C  |
| Risultato | P  | P  | N  | N  | P  | P  | P  | N  | N  | P  | V  | P  | N  | V  | P  | V  | P  | V  | V  | N  | P  | V  |
| Posizione | 11 | 11 | 10 | 11 | 11 | 12 | 12 | 11 | 11 | 11 | 11 | 11 | 11 | 9  | 11 | 11 | 11 | 11 | 11 | 10 | 11 | 9  |

Legenda:

Luogo: C = Casa; T = Trasferta. Risultato: V = Vittoria; N = Pareggio; P = Sconfitta.

### Super Cup
| Bhubaneswar 10 gennaio 2024, ore 15:00 UTC+5:30 1ª giornata              | Chennaiyin | 1 – 1 referto        | Punjab FC | Kalinga Stadium (100 spett.) |
| \| \| \| \| \| Jordan Murray 81’ \| Marcatori \| 4’ Wilmar Jordán Gil \| |            |                      |           |                              |
|                                                                          |            |                      |           |                              |
| Jordan Murray 81’                                                        | Marcatori  | 4’ Wilmar Jordán Gil |           |                              |

| Bhubaneswar 16 gennaio 2024, ore 15:00 UTC+5:30 2ª giornata                                             | Mumbai City | 3 – 2 referto        | Punjab FC | Kalinga Stadium (100 spett.) |
| \| \| \| \| \| Ayush Chhikara 37’, 56’ Seilenthang Lotjem 90+3’ \| Marcatori \| 28’, 87’ Luka Majcen \| |             |                      |           |                              |
| |             |                      |           |                              |
| Ayush Chhikara 37’, 56’ Seilenthang Lotjem 90+3’                                                        | Marcatori   | 28’, 87’ Luka Majcen |           |                              |

| Bhubaneswar 21 gennaio 2024, ore 09:30 UTC+5:30 3ª giornata | Punjab FC | 0 – 0 referto | Gokulam Kerala | Kalinga Stadium |

#### Andamento nel girone
| Giornata  | 1 | 2 | 3 |  |
| --------- | - | - | - |  |
| Luogo     | T | T | C |  |
| Risultato | N | P | N |  |
| Posizione | 3 | 3 | 3 |  |

Legenda:

Luogo: C = Casa; T = Trasferta. Risultato: V = Vittoria; N = Pareggio; P = Sconfitta.

### Durand Cup
| Arbitro: | Rahul Gupta |

|                    |           |  |
| Javier Siverio 22’ | Marcatori |  |

| Arbitro: | Venkatesh R |

|                                           |           |  |
| Melroy Assisi 23’ (A.g.) Hugo Boumous 48’ | Marcatori |  |

| Calcutta 10 agosto 2023, ore 14:30 UTC+5:30 3ª giornata | Punjab FC   | 0 – 0 referto | Bangladesh Army | Salt Lake Stadium\| Arbitro: \| Venkatesh R \| |
| Arbitro:                                                | Venkatesh R |               |                 |                                                |

#### Andamento nel girone
| Giornata  | 1 | 2 | 3 |  |
| --------- | - | - | - |  |
| Luogo     | T | T | C |  |
| Risultato | P | P | N |  |
| Posizione | 3 | 4 | 4 |  |

Legenda:

Luogo: C = Casa; T = Trasferta. Risultato: V = Vittoria; N = Pareggio; P = Sconfitta.